# Hebert Vergara
Hebert Alexander Vergara Larrosa (Minas, 22 marzo 2002) è un calciatore uruguaiano, attaccante del Rampla Juniors in prestito dal Liverpool (M).

## Caratteristiche tecniche
Di ruolo centravanti, può giocare anche come ala.

## Carriera
Vergara è cresciuto nel settore giovanile del Montevideo City Torque, che ha lasciato nel 2022 per trasfersi al Búhos ULVR, nella seconda divisione ecuadoriana. Nel 2023 è andato in Perù all'Academia Cantolao, dove ha disputato una stagione da titolare segnando 3 reti in 30 incontri di Liga 1, senza riuscire ad evitare la retrocessione del club.
Nel 2024 ha fatto ritorno in patria firmando con i campioni in carica del Liverpool (M). Ha esordito nella prima divisione uruguaiana il 18 febbraio nell'incontro pareggiato 2-2 contro il Racing Montevideo ed il 16 aprile ha segnato il suo primo gol stagionale contro i Montevideo Wanderers.

## Statistiche

### Presenze e reti nei club
Statistiche aggiornate al 29 aprile 2024.
| Stagione        | Squadra           | Campionato      | Campionato | Campionato | Coppe nazionali | Coppe nazionali | Coppe nazionali | Coppe continentali | Coppe continentali | Coppe continentali | Altre coppe | Altre coppe | Altre coppe | Totale | Totale | Totale |
| Stagione        | Squadra           | Comp            | Pres       | Reti       | Comp            | Pres            | Reti            | Comp               | Pres               | Reti               | Comp        | Pres        | Reti        | Pres   | Reti   |        |
| --------------- | ----------------- | --------------- | ---------- | ---------- | --------------- | --------------- | --------------- | ------------------ | ------------------ | ------------------ | ----------- | ----------- | ----------- | ------ | ------ | ------ |
| 2022            | Búhos ULVR        | B               | 26         | 1          |                 | -               | -               |                    | -                  | -                  |             | -           | -           | 26     | 1      |        |
| 2023            | Academia Cantolao | L1              | 30         | 3          | CP              | 0               | 0               |                    | -                  | -                  |             | -           | -           | 30     | 3      |        |
| 2024            | Liverpool (M)     | PD              | 8          | 1          | CU              | 1               | 0               | CL                 | 0                  | 0                  | SU          | 1           | 0           | 10     | 1      |        |
| Totale carriera | Totale carriera   | Totale carriera | 64         | 5          |                 | 1               | 0               |                    | 0                  | 0                  |             | 1           | 0           | 66     | 5      |        |

## Palmarès

### Club

#### Competizioni nazionali
- Supercoppa uruguaiana: 1

Liverpool Montevideo: 2024